# Champvert
Champvert település Franciaországban, Nièvre megyében. Lakosainak száma 744 fő (2022. január 1.). Champvert Thianges, Diennes-Aubigny, La Machine, Saint-Léger-des-Vignes, Decize, Devay, Charrin és Verneuil községekkel határos.

## Népesség
A település népességének változása:
| Lakosok száma | 825  | 824  | 850  | 797  | 779  | 761  | 752  | 743  | 744  |
|               | 2013 | 2015 | 2016 | 2017 | 2018 | 2019 | 2020 | 2021 | 2022 |